# Ripley (Illinois)
Ripley – wieś w USA, w stanie Illinois, w hrabstwie Brown, wzdłuż rzeki La Moine. Według spisu z 2000 roku wioskę zamieszkują 103 osoby.

## Geografia
Wioska zajmuje powierzchnię 1 km², całość stanowi ląd.

## Demografia
Według spisu z 2000 roku wieś zamieszkują 103 osoby skupione w 43 gospodarstwach domowych, tworzące 31 rodzin. Gęstość zaludnienia wynosi 104,7 osoby/km². We wsi znajduje się 50 budynków mieszkalnych, a ich gęstość występowania wynosi 50,8 mieszkania/km². Wioskę zamieszkuje 100% ludności białej.
We wsi są 43 gospodarstwa domowe, w których 20,9% stanowią dzieci poniżej 18 roku życia żyjące z rodzicami, 60,5% stanowią małżeństwa, 2,3% stanowią kobiety nie posiadające męża oraz 27,9% stanowią osoby samotne. 23,3% wszystkich gospodarstw domowych składa się z jednej osoby oraz 9,3% żyjących samotnie ma powyżej 65 roku życia. Średnia wielkość gospodarstwa domowego wynosi 2,4 osoby, natomiast rodziny 2,77 osoby. 
Przedział wiekowy kształtuje się następująco: 16,5% stanowią osoby poniżej 18 roku życia, 8,7% stanowią osoby pomiędzy 18 a 24 rokiem życia, 27,2% stanowią osoby pomiędzy 25 a 44 rokiem życia, 26,2% stanowią osoby pomiędzy 45 a 64 rokiem życia oraz 21,4% stanowią osoby powyżej 65 roku życia.   Średni wiek wynosi 44 lat. Na każde 100 kobiet przypada 128,9 mężczyzn. Na każde 100 kobiet powyżej 18 roku życia przypada 120,5 mężczyzn.
Średni dochód dla gospodarstwa domowego wynosi 31 250 dolarów, a dla rodziny wynosi 39 375 dolarów. Dochody mężczyzn wynoszą średnio 26 250 dolarów, a kobiet 20 417 dolarów. Średni dochód na osobę w mieście wynosi 12 210 dolarów. Około 11,4% rodzin i 7,9% populacji miasta żyje poniżej minimum socjalnego, z czego 3,6% jest poniżej 18 roku życia i 0% powyżej 65 roku życia.